# 反日亡国論
反日亡国論（はんにちぼうこくろん）は、日本の新左翼である大森勝久が1970年代に主張した思想。アイヌ革命論など「反日」の立場から「日本を滅亡させる」べきとする。

## 概要
1970年代、大森勝久は新左翼の理論として太田竜の窮民革命論やアイヌ革命論などの影響を受け、更に梅内恒夫の手記「共産主義者同盟赤軍派より日帝打倒を志すすべての人々へ」が、その理論的形成のきっかけとなった。
「反日亡国論」は、単に帝国主義戦争に反対する立場から自国の敗戦と革命を目指す「革命的祖国敗北主義」ではなく、また単に「明治以降の日本帝国主義が為した悪行」を批判するのでもなく、歴史をはるかに遡って日本国の建国や日本民族による歴史そのものを否定し、その絶滅を主張した。
この立場では、いわゆる「日本人」は、己が「抑圧者・犯罪民族」たる日帝本国人であることを充分自覚し、自己否定していかなくてはならない。日本は償いきれない犯罪を積み重ねてきた反革命国家であり、醜悪な恥晒し国家・民族であるので、日本を「祖国」と思うこと自体が最大の反革命思想であり、積極的に民族意識・国民意識を捨て去って「非国民」になれと説く。そして反日亡国論を全面的に受け入れて反日闘争の闘士となることで、初めて「抑圧者・犯罪民族」という「原罪」から解放されるとする。

## 詳細

### マルクス主義からの脱却
カール・マルクスは「共産党宣言」で「労働者には祖国はない」、「万国の労働者は団結せよ」と記し、将来の共産主義社会では「国家は死滅する」と記した。また第二インターナショナルのバーゼル宣言は、労働者が自国の帝国主義戦争に参加することを「犯罪」として「帝国主義戦争を内乱に転化せよ」と呼びかけ、これをウラジーミル・レーニンは支持した。
梅内恒夫の「共産主義者同盟赤軍派より日帝打倒を志すすべての人々へ」では、「今我々はマルクスを捨てよう」と説き、反日闘争を行うに当たっては、マルクス主義の既存概念に囚われてはならないとした。東アジア反日武装戦線では、「被植民地人民は、日本人プロレタリアをも「敵」として見ていること、この厳然たる事実の痛苦な確認こそ、反日思想の原点である」と主張し、「被植民地人民の反日感情」こそがマルクス主義に代わる基本原理だとした。
- 日本国家の「侵略性」
レーニンの『帝国主義論（正式名称：資本主義の最高段階としての帝国主義）』では、その題名が端的に示すように、高度に発達した資本主義国家が、やがて「対外侵略性向」を帯びる帝国主義国家へと発展するとした。そのため日本の「侵略性」も、封建主義社会から資本主義社会への移行に成功したことによる副作用であり、これを克服するためには共産主義革命を起こして、天皇制などの「日本帝国主義の残滓」を除去し、新生「日本人民共和国」に生まれ変わることで、日本の「侵略性」は消滅するとされる[4]。
しかし反日亡国論の場合、日本の「侵略性」は帝国主義国家になって初めて現れたのではなく、建国以来連綿と続く「伝統」であるため、単に「日本人民共和国」と改組するだけでは「侵略性」を除去したとは言えない[3]。最終的解決をするには、地球上から「日本」という国家を消滅させ、日本人の「邪悪な」血統を地上から完全に根絶し、「日本」を冠する如何なる形態の国家の復活も許さないとする[5]。

- 階級的観点の否定
マルクス主義などの国際主義では、国家や民族よりも階級を重視し、各国の労働者階級が連帯すべきとした。
しかし反日亡国論では、「抑圧民族の労働者階級」は「抑圧民族の資本家階級」と同様に「被抑圧民族の労働者階級」に対する加害者であるとした。「労働者階級の連帯」を強調することは、「抑圧民族の労働者階級」の加害責任を免責するものであるとする[3]。
東アジア反日武装戦線のメンバー黒川芳正の言葉で言えば、「階級的観点に立脚した反日帝」ではなく「階級的区分を内に含んだ反日」とされる[3]。そして自らの思想は「革命思想」とは別に「反日思想」とカテゴライズされるべきであり、従来の革命論からコペルニクス的転回を成し遂げた思想だと自画自賛している[6]。

### 「日本」という国号について
「日本」という国号は「陽出づる処の天子の国」を意味し、天皇制と不可分の存在である。中国の中華思想を受容するだけでなく、その元祖の中国をも「陽没する処の国」と蔑視する「ウルトラ傲慢帝国主義」を体現したのが「日本」という国号であり、ユーラシア大陸東端の弧状列島の地域を表す価値中立的な地名でないとする。

### 日本国の歴史的位置付け
皇室の起源は騎馬民族征服王朝説に基づき大陸から渡来したとされる。つまり日本全土が侵略で得た征服地であるとする。「被征服民」は、やがて皇室に連なる「天孫族」と同化し農耕民族となり、同化を拒否した一部「被征服民」は部落民となった。中世以降も南北に着々と侵略を進めていき、明治になって「アイヌモシリ」や琉球王国を併呑し、内地における侵略を完了させた。このように、日本国の歴史はまさに「侵略と搾取の歴史」に他ならないとされる。このような「侵略の伝統」があるからこそ、日本によるアジア・世界侵略が起こったのだとする。また左翼歴史家の中には、「民衆史観」といって自由民権運動などの民衆から湧き上った政治運動を高く評価する者がいるが、これら民衆も所詮は「犯罪国家・日本」の構成員にすぎず、アイヌや琉球民族の犠牲の上に生活が成り立っているとし、これらの政治運動も全面否定している。1918年に発生した米騒動も植民地人民から米を収奪するきっかけを作りだした、単なる「米暴動」に過ぎないと切り捨てている。
しかし、1980年代から開始されたDNA解析によると、現代のユダヤ・イスラエル人（古代メソポタミア文明を形成したアマ―ル人、アッカド人、シュメール人がユダヤ・イスラエル人の祖）の持つD系統Yap遺伝子と日本民族・チベット人の持つD系統Yap遺伝子が同系統という解析結果から、騎馬民族征服王朝説は完全に否定された。しかし、チンギス・ハーンのモンゴル帝国による騎馬民族征服説は、ユーラシア大陸においては肯定されている。

### 日本文化の否定
反日亡国論では、日本文化に誇りを感じること自体が罪悪であり反革命であるとし、平安京遷都を成した桓武天皇を祭る平安神宮の放火事件を称揚した。

### 日本における労働運動の否定
戦後の高度経済成長により、大多数の日本国民が「ブルジョア的」な生活を享受できるようになったが、これらの原資は「世界中の人民から搾取された富」によって成り立っている。よって「生活改善運動」「賃上げ運動」に代表される日本の労働運動などというものは、「強奪品の分け前をもっとよこせ」という「略奪民族・日本人」の「心貧しき願望」の表れであり、反革命であるとする。

### 海外人権問題への不介入
（1970年代当時）左翼人士の中には金大中事件で韓国政府に事実上拘束されている金大中の救援活動に奔走している者がいるが、これは論外である。日帝本国人の分際で外国（特にアジア諸国）の人権云々を言うのは、「日本は民主主義でいい国だ。すすんだ国だ。」という「日本優越意識」の表れであり、帝国主義的侵略活動に他ならないとする。

### 日本打倒戦略
ベトナム戦争でアメリカの国力が消耗した故事に倣い、日本を戦争に巻き込ませる。そのきっかけとなる国は大韓民国である。まず手始めに韓国人の排外的韓国民族主義を煽ることで反日感情を醸成、韓国軍のクーデターを誘発させて「親日政権」を打倒し、韓国に巣食う「親日派」を粛清する。そして「反日軍事政権」が日本に宣戦布告し、最低でも10万人の自衛隊員を戦死させる。同時に「琉球共和国」が独立を宣言する。そして日本やアメリカに宣戦を布告し、韓国とともに対日侵略戦争に参戦する。そして「アイヌ・ソビエト共和国」も独立を宣言し、「北方領土返還」などとアイヌを無視した主張を展開して「思い上がって」いる北海道在住500万人の和人を殺戮する。また東南アジアでも反日感情を煽る。そして日本赤軍のネットワークを利用して、アラブ諸国の日本向けの原油輸出を阻止し、かつてのABCD包囲網のように「反日包囲網」が日本を取り囲み、自滅を促すというものである。「日本滅亡」後、日本人は老若男女を問わず裁判にかけられ、大多数は「日帝本国人」であるため有罪で死刑に処せられる。民族意識・国民意識を捨て去り反日闘争を闘った同志（世界革命浪人）のみが無罪となり、地球上から日本人が消滅するというシナリオである。

## 批評
- 主唱者の大森勝久自身は、後に獄中で保守派に転向し、「反日亡国論」は「悪魔のような思想」と記した[10]。
- 佐々木俊尚は「狂気」「あさっての方向」「もはや常識では推し量れないほどの極端な哲学」「奇怪な論理」「マイノリティ憑依」と評した[4]。
- 森口朗は「異常な感性」「日本人でありながら日本を呪う思想」「反日暴力思想」と評した[11]。
- 東アジア反日武装戦線「狼」リーダー格の大道寺将司は著書で「反日を1つのものとしてくくることはできません」とし、大森勝久の「反日」は統一見解ではないと記した[12]。